# Cerchysiella kuwatai
Cerchysiella kuwatai is een vliesvleugelig insect uit de familie Encyrtidae. De wetenschappelijke naam is voor het eerst geldig gepubliceerd in 1985 door Tachikawa.